# 皇商
皇商，为清朝官商的一种。
清军入关前，满洲贵族常派人到张家口和中原商民进行贸易，山西介休等县八家商人作为主持。清朝在燕京定都，把八家商人招入京师，隶属于内务府，买办供应皇室所需物品，来补充岁贡不足，每年交纳生息银百两，称之为皇商。
皇商有特权，经营范围广，承办国家运输军粮、采买铜斤的业务，以谋求厚利，成为官商中的巨富。他们获得的利润，多被用于奢侈消费、交结权贵和换取自身功名地位，很少投资生产领域。
《红楼梦》里薛蟠、薛宝钗的薛家就是皇商。